# 尼特里
尼特里（法語：Nitry，法語發音：[nitʁi]），法国中北部市镇，位于勃艮第-弗朗什-孔泰大区约讷省，隶属于欧塞尔区，其市镇面积为34.7平方公里，2022年1月1日时人口数量为372人，在法国城市中排名第19,706位。
尼特里位于约讷省中南部偏东，是一个区域性的公路枢纽，A6高速公路和多条省道在此交汇。

## 地名来源
“尼特里”一名可能出自人名，其具体来源及含义尚有待考证。

## 历史
尼特里始最初于公元6世纪被记载，彼时该地为欧塞尔教区的一处领地。1176年，领主梅里的埃贝尔（Herbert de Merry）获得的尼特里的部分土地。16世纪初，当地建成了一处教堂。法国大革命后，尼特里成为约讷省的一个市镇。工业革命后，当地人口数量逐年下降。1963年，途径此地的A6高速公路建成通车，并于此后延伸至里昂。2017年，尼特里从阿瓦隆区划入欧塞尔区。

## 地理

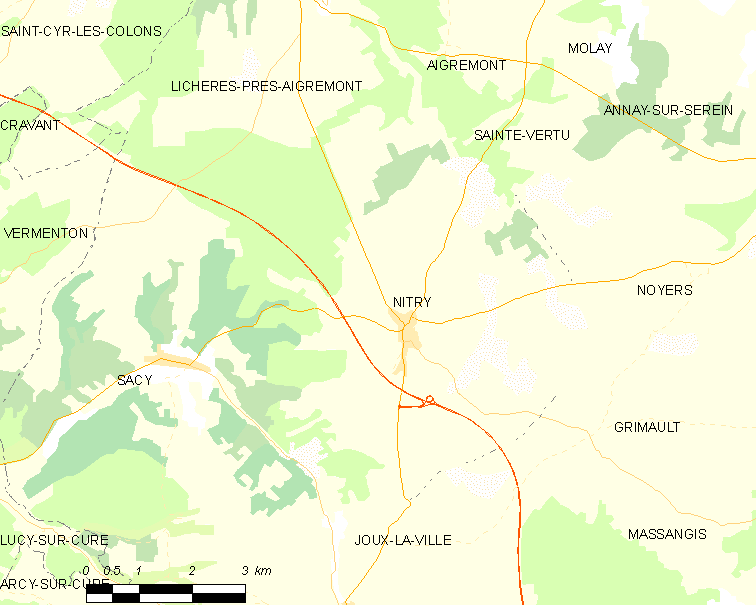
尼特里市镇范围地图

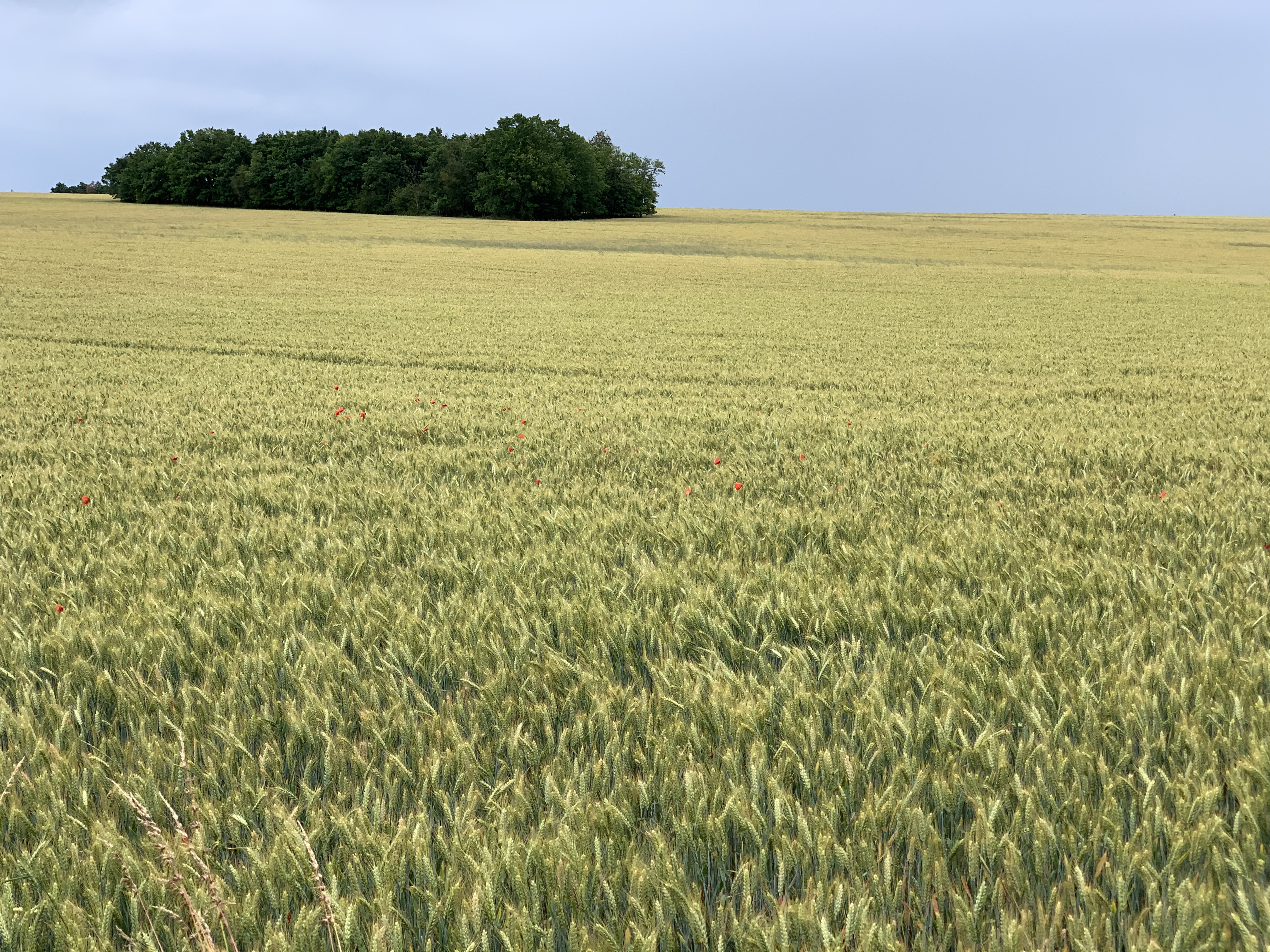
尼特里境内的田野

尼特里位于法国中北部，勃艮第-弗朗什-孔泰大区中西部和约讷省中南部，距离省会欧塞尔大约36公里。与尼特里接壤的市镇包括：艾格勒蒙、格里莫、茹拉维尔、艾格勒蒙附近利谢尔、努瓦耶、圣韦尔蒂、韦尔芒通。

### 地形
尼特里位于巴黎盆地与莫尔旺山区的过渡地带，境内以浅丘及缓丘为主，市镇中心地势较为平坦，全境海拔在180到276米之间。

### 水文
尼特里位于塞纳河流域范围内，其境内无大型天然地表径流。

### 植被
尼特里属于温带阔叶混交林区，林地散落分布于市镇范围内的多个街区。
在鲜花城市的评比中，尼特里暂未被评级。

### 气候
尼特里在柯本气候分类法中属于温带海洋性气候，因其距离海岸线相对较远，故当地气候又有一定的大陆性特征。

## 行政区划
尼特里的市镇编号为89277，邮政编号为89310。
在行政管理方面，尼特里隶属于法国勃艮第-弗朗什-孔泰大区约讷省欧塞尔区；在地方选举方面，尼特里隶属于沙布利县，其市镇范围全境被划入约讷省第二选区；在社会管理方面，尼特里是沙布利村落和土地市镇公共社区的组成部分。
法国国家统计与经济研究所（简称）在进行数据统计时，未将尼特里划入任何城市核心区（城市区以及城市辐射区（）内。 此外，还将尼特里市镇整体看作一个“块区”（IRIS），以便于统计人口分布情况。

## 交通

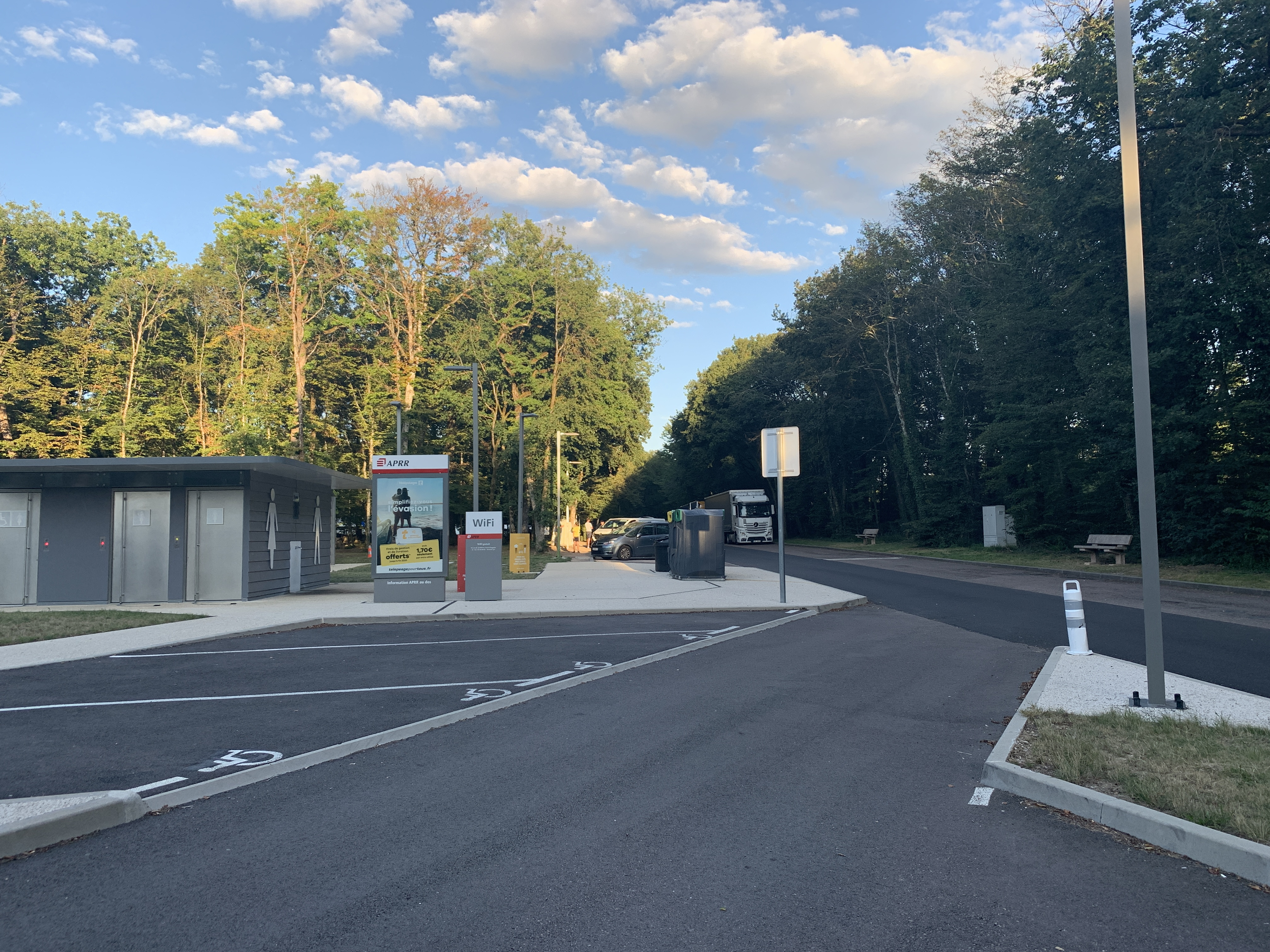
A6高速公路尼特里休息区

### 公路
A6高速公路经过尼特里并设有21号出入口以及一处休息区，此外多条约讷省省道在尼特里境内交汇。
2018年，61.3%的尼特里家庭拥有至少一辆私人汽车。2019年，尼特里境内共发生各类交通事故5起，造成1人遇难，6人受伤。
| 21 | 1.7 |

| 欧塞尔 | 36 |

| 托内尔 | 24 |

| 蒙巴尔 | 41 |

### 铁路
尼特里市镇范围内暂无任何铁路服务设施。
距离尼特里最近的客运铁路车站为14公里外的韦尔芒通站，该站停靠往返于巴黎和阿瓦隆一线的区域列车。

### 航空
距离尼特里最近的民用航空站为多勒机场，距离尼特里市中心的公路里程约171公里。

### 城市公共交通
截至2022年9月，尼特里暂无城市公共交通系统。

## 政治

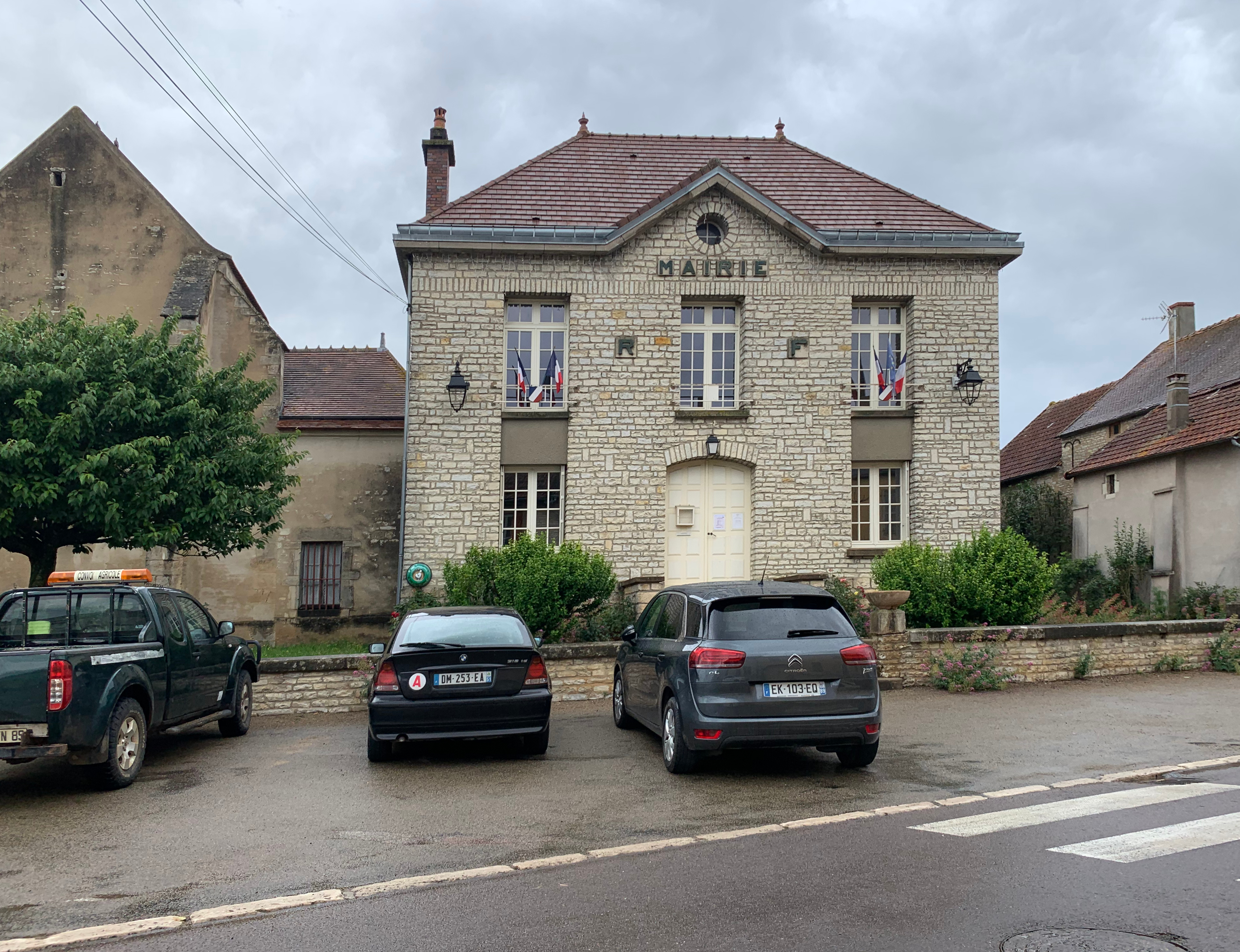
尼特里市政厅

尼特里的现任市长为纪尧姆·特里布莱先生（Guillaume TRIBOULET），他是一名无党派人士，在2020年的市政选举中获得了43.64%的支持率。
在2022年的法国总统大选中，法国极右翼政党国民阵线主席玛丽娜·勒庞在尼特里获得了60.8%的支持率。

## 人口
2019年，尼特里市镇人口数量为367，在法国排名第19,706位。其中男性202人，女性165人，75岁及以上人口占8.8%，外籍人口数量为8人，人口密度为11人/平方公里，当地居民被称为（男性）或（女性）。2020年，尼特里境内出生3人，死亡人口1人。
| 尼特里1901年－2019年人口变化情况 |
|                                  |
| 数据来源：Cassini、INSEE         |

## 经济
截止2022年9月，尼特里市镇范围内共有各类用人单位（包含自雇）72家。

## 财政与居民收入
2020年，尼特里的财政收入总额为289,890欧元，财政支出总额为230,490欧元，当年的债务总额为111,400欧元。2021年，尼特里市镇共获得18,368欧元的国家财政补助，比上一年减少了5.69%。
2021年，尼特里的人均月收入总额为2,112欧元，低于法国平均水平（2,303欧元）。
2018年，尼特里境内的青壮年（15至64岁）失业率为9.1%，当地50.5%的家庭拥有纳税资格，平均纳税1,961欧元，低于法国平均水平（3,910欧元）。

## 社会事务

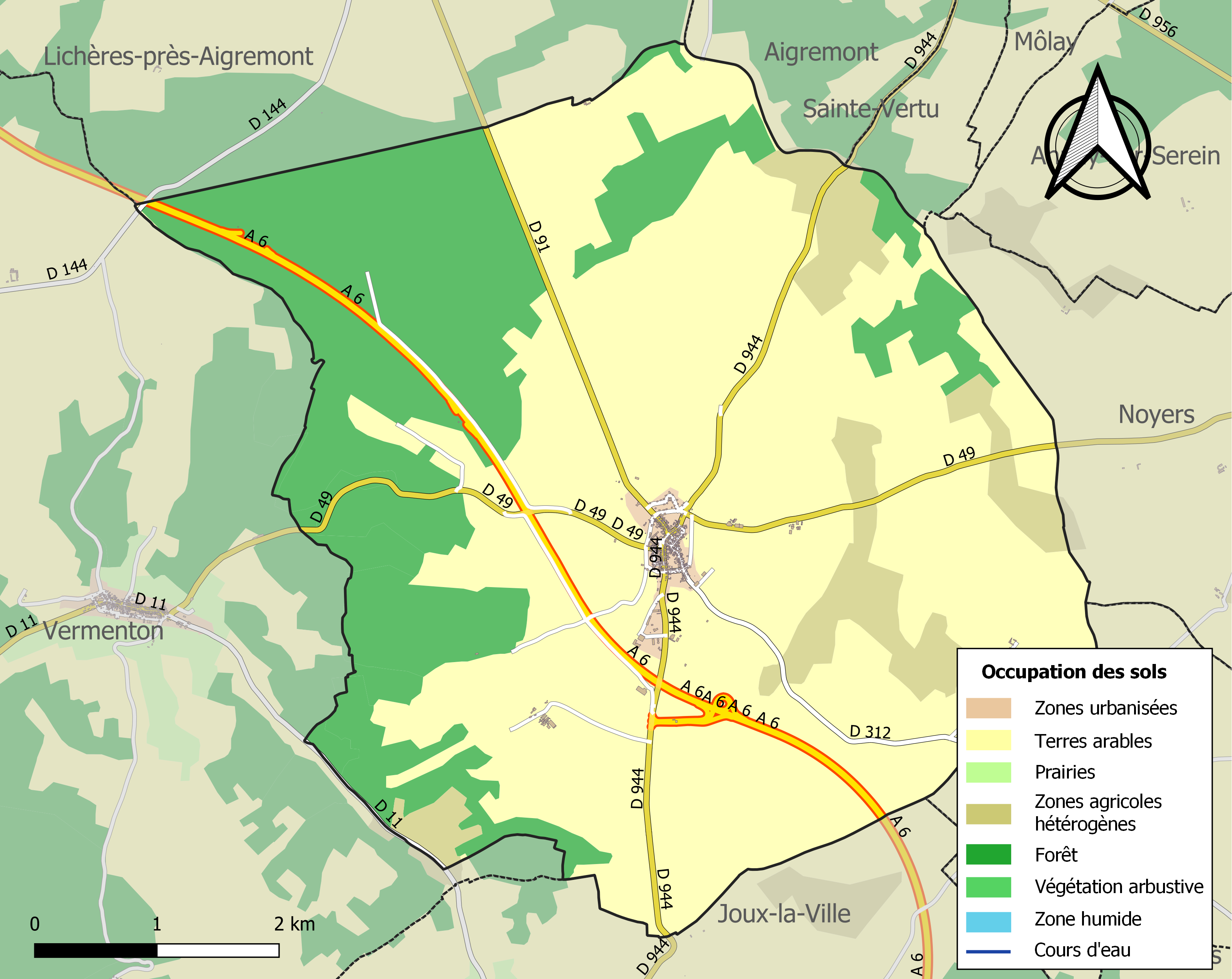
尼特里土地利用情况地图

### 教育
尼特里属于第戎学区。截止2020年1月1日，尼特里境内有1所小学。

### 医疗
截止2020年1月1日，尼特里境内暂无任何医疗机构及从业人员。
距离尼特里最近的区域性医疗机构为托内尔地区中心医院（Centre hospitalier du Tonnerrois），其主病区位于托内尔市区，距离尼特里的正常车程约23分钟，设有床位90个，是当地规模最大的公立综合性医院。

### 住房
2018年，尼特里境内共有各类住房243套，其中93.0%为独立式居民区，7.0%为集中式居民区。常住房屋占尼特里市镇范围内居民建筑总量的66.3%。
在住房保障政策方面，2020年，尼特里境内共有23户家庭获得了住房经济补助，受益人数占总人口数量的6.3%，其中24份为房租补助。

### 商业
2019年，尼特里境内共有各类实体商铺7家，其中餐厅2家、杂货店1家。

### 体育
2020年，尼特里境内共有1处网球场和1处足球或橄榄球场。
截至2022年8月，尼特里境内暂无任何注册足球俱乐部。

### 环境
尼特里的环境事务由其所属的沙布利村落和土地市镇公共社区联合各级政府协调负责。2019年，尼特里境内暂无污染企业。

### 治安
尼特里及其附近的共131个市镇是阿瓦隆国家宪兵队（zone gendarmerie de Avallon）的管辖范围。2020年，该宪兵队累计记录各类案件1,903起，其中盗窃类案件654起，经济类案件383起，毒品交易类案件116起。

## 文化

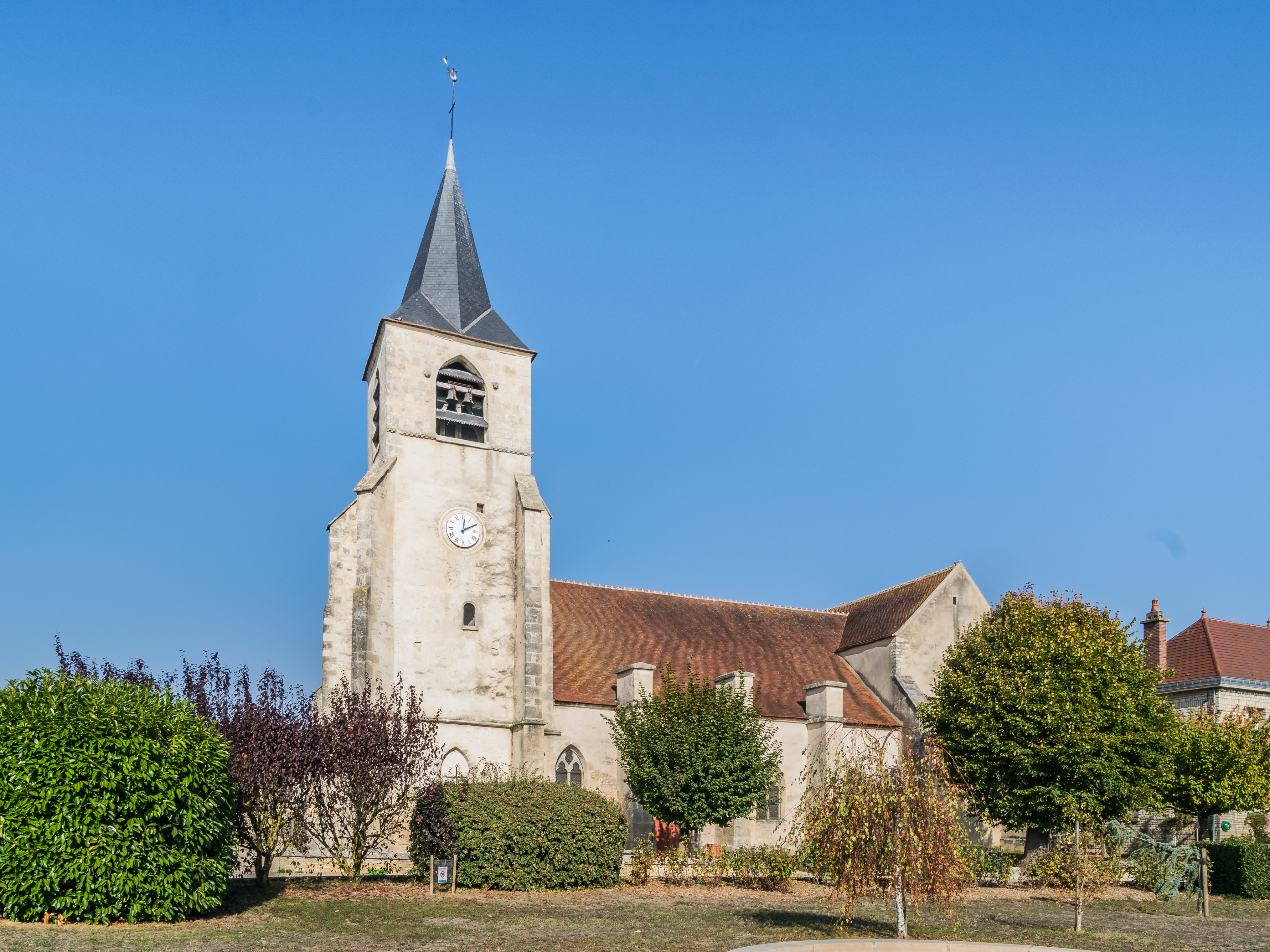
尼特里圣克里斯托夫教堂

2020年，尼特里境内暂无任何文化设施。距离尼特里最近的图书馆位于努瓦耶。

### 建筑
尼特里境内有多处历史建筑，其中尼特里圣克里斯托夫教堂为法国国家文物保护单位，也是当地的地标性建筑物。

### 旅游
尼特里的旅游事务由其所属的沙布利村落和土地市镇公共社区负责。2021年，尼特里境内共有2家酒店共计48间房间。

### 媒体
法国主要的媒体均可在尼特里接收，法国电视三台下属的勃艮第-弗朗什-孔泰大区频道在部分时段播出尼特里所属区域的地方新闻。《约讷省共和报》和蓝色法兰西欧塞尔广播是当地主要的地方性媒体。

## 友好城市
截至2022年9月，尼特里暂未建立任何友好城市关系。